# Zorro (film 1975)
Zorro – włosko-francuski film przygodowy z 1975 roku w reżyserii Duccia Tessariego, zrealizowany na podstawie postaci Zorro stworzonej przez pisarza Johnstona McCulleya. 
Rolę tytułową zagrał francuski gwiazdor Alain Delon. Choć większość ekipy stanowili Włosi, zdjęcia do filmu powstały w Hiszpanii - w Almerii i Madrycie.

## Fabuła
Wicekrólestwo Peru, początek XIX wiek. Don Miguel Vega de la Serna ma być nowym gubernatorem Nowej Aragonii po zmarłym na malarię wuju, don Fernandzie. Jego przyjaciel – zawadiaka i awanturnik Diego, zwraca uwagę, że w tych regionach nie ma malarii. Nocą, gdy Diego ma wrócić do Hiszpanii, don Miguel ginie zamordowany przez skrytobójców. Diego ich zabija i dowiaduje, że zleceniodawcą zabójstwa był pułkownik Huerta. Żądny zemsty zamierza podszyć się pod Miguela jako gubernator. Chce zabić ludzi odpowiedzialnych za śmierć Miguela, ale wiąże go przysięga dana umierającemu, by nie przelewał w krwi jego imieniu.
Diego jako don Miguel przybywa do Nowej Aragonii, której faktycznym władcą jest pułkownik Huerta. Poznaje też wdowę po don Fernandzie – Carmen, która nigdy nie miała okazji zobaczyć swego siostrzeńca. Podczas spotkania z adiutantem zmarłego gubernatora, Prusakiem kapitanem Fritzem von Merkelem odkrywa zatrute jedzenie. Diego konsekwentnie udający oderwanego od rzeczywistości lalusia prosi Huertę, wybitnego szermierza o przydzielenie ochroniarza. Gdy zostaje nim żarłoczny i fajtłapowaty sierżant Garcia, Diego wie, że to kwestia czasu, gdy i jego Huerta zabije. 
Wraz z niemym służącym Joaquínem odkrywa tajne przejście, którego don Fernando używał do schadzek. W przebraniu chłopów dowiadują się, że Huerta jest okrutnym despotą ciemiężącym coraz uboższą ludność na różne sposoby. Diego widząc figle zamboańskiego chłopca imieniem Chico poznaje znaczenie znaku Zorro – ducha czarnego lisa, który według lokalnych legend ma uwolnić zwierzęta. Gdy brat zakonny Francisco, wspierający ubogich, zostaje skazany w nieuczciwym procesie ratuje go ubrany na czarno zamaskowany jeździec zwany jako Zorro i inicjuje samosąd na jego oprawcach. Jest nim Diego, który przywdziewa maskę walcząc z opresją żołnierzy Huerty i zachęcając mieszkańców do walki o swoje.
Diego poznaje kuzynkę don Miguela, Ortensię z rodu Pulidów pozbawioną majątku za rzekomy spisek przeciw Nowej Aragonii, a tak naprawdę za głośny sprzeciw wobec rządom Huerty. Gdy jako Zorro rozprawia się z żołnierzami Garcii, skrywa się w domu Pulidów. Przybywa też szukający go Huerta, który chce wymusić na Ortensii poślubienie go. Z opresji ratuje ją Zorro, który wypędza Huertę i Ortensia się w nim zakochuje. Nocą Zorro pomaga odeprzeć pozorowany przez żołnierzy napad na Carmen i von Fritza, którzy się wzajemnie zakochują. Huerta zwiększa swój terror i aresztuje więcej ludzi do pracy w kamieniołomach.
Diego jako don Miguel organizuje przyjęcie dla arystokracji i wysyła sobie groźby porwania z rąk Zorro. Huerta decyduje się aresztować Ortensię jako przynętę dla Zorro. Ten opracował plan odbicia Ortensii i ukrywa ją w klasztorze brata Francisca. Huerta zaczyna podejrzewać don Miguela o bycie Zorro, jako że tylko jemu powiedział o swym planie. Diego udaje się odsunąć te podejrzenia i proponuje bycie przynętą. Nie zakłada kostiumu Zorro i to zaprzyjaźnieni biedacy przebierają się za niego, by zmylić wojsko. On sam pozoruje swe porwanie i jako Zorro zmusza pilnującego Garcię do odejścia od kamieniołomu, gdzie zwraca wolność wszystkim więźniom.      
Zorro umyka wojsku zeskakując z klifu do wody, przekonując tym samym Huertę, że on i don Miguel nie żyją. Huerta przejmuje oficjalnie władzę i przymusza Ortensię do ślubu. Na szczęście ceremonię przerywają więźniowie pod wodzą brata Francisca. Ujawnia się także Zorro. Gdy brat Francisco chce powstrzymać Huertę, ginie z jego pistoletu. Budzi to gniew więźniów, do których dołącza arystokracja. Szturm przerywa sam Zorro, który w tym przypadku zamierza złamać przysięgę daną don Miguelowi i staje do pojedynku na szpady z Huertą. Intensywna walka przenosi się do siedziby gubernatora i kończy się ujawnieniem tożsamości Zorro i śmiercią Huerty. Nowa Aragonia jest wolna od terroru, a Ortensia ogłasza, że gdy znów pojawi się niesprawiedliwość, Zorro powróci.      

## Obsada
| Rola                        | Aktor                | Włoski dubbing   | Francuski dubbing |
| --------------------------- | -------------------- | ---------------- | ----------------- |
| Zorro / Diego               | Alain Delon          | Gino La Monica   | –                 |
| pułkownik Huerta            | Stanley Baker        | Paolo Ferrari    | Roger Rudel       |
| contessina Ortensia Pulido  | Ottavia Piccolo      | –                | Béatrice Delfe    |
| Joaquín                     | Enzo Cerusico        | –                | –                 |
| sierżant Garcia             | Moustache            | Mario Maranzana  | –                 |
| ciotka Carmen               | Adriana Asti         | –                | Martine Sarcey    |
| kapitan Fritz von Merkel    | Giacomo Rossi Stuart | Romano Malaspina | Claude Bertrand   |
| brat Francisco              | Giampiero Albertini  | –                | André Valmy       |
| Chico                       | Paulino Rito         | brak danych      | brak danych       |
| Don Miguel Vega de la Serna | Marino Masè          | Luciano Melani   | –                 |
| Señoria de la Serna         | Rajka Jurcec         | brak danych      | brak danych       |

## Odbiór
Maciej Dalczyński pod pseudonimem Jacek Tabęcki na łamach „Filmu” dał pozytywną recenzję. Dostrzegł odmienność wersji Tessariego w stosunku do innych produkcji o Zorro, szczególnie kreację Alaina Delona zbliżającą postać do bohatera romantycznego i egzystencjalnego. Pochwalił realizację oraz grę aktorską, a także zaznaczył, iż to lepszy obraz na tle innych filmów z gatunku płaszcza i szpady.